# Ramón Carretero
Pour les articles homonymes, voir Carretero.
Ramón Carretero Marciags, né le 26 novembre 1990 à Panama, est un coureur cycliste panaméen. Membre de l'équipe Movistar Continental en 2012, il est recruté pour 2013 par l'équipe italienne Vini Fantini-Selle Italia devenue par la suite Yellow Fluo puis Neri Sottoli et Southeast jusqu'à sa suspension.

## Biographie
En 2014, il est sélectionné par son équipe, Neri Sottoli, pour participer au Tour d'Italie, il devient par cette occasion le premier panaméen à participer à un Grand tour.
Le 9 juin 2015, l'Union cycliste internationale annonce que Carretero a fait l'objet d'un contrôle positif à l'EPO le 22 avril 2015, peu avant le Tour de Turquie. Il est provisoirement suspendu en attendant une issue apportée par la fédération nationale et la décision de la Commission Antidopage de l'UCI et du Tribunal arbitral du sport avant d'être retiré de l'effectif à partir de 16 juin 2015. Le 17 février 2016, il est suspendu 4 ans par l'UCI, soit jusqu'au 7 juin 2019,.

## Palmarès
- 2009
  -  Champion du Panama du contre-la-montre espoirs
  - Tanara-Puente de Bayano
  - Tour du Panama :
    - Classement général
    - 5e étape (contre-la-montre)
- 2010
  -  Médaillé d'or du contre-la-montre espoirs aux Jeux d'Amérique Centrale
  - Tour du Panama :
    - Classement général
    - 5e (contre-la-montre) et 6e étapes

  -  Médaillé de bronze de la course en ligne espoirs aux Jeux d'Amérique Centrale
- 2011
  -  Champion panaméricain du contre-la-montre espoirs
  -  Champion du Panama du contre-la-montre
  -  Champion du Panama du contre-la-montre espoirs
  - Tour du Panama :
    - Classement général
    - 5e étape (contre-la-montre)

  - Vuelta a Chiriquí :
    - Classement général
    - 1re et 10e étapes (contre-la-montre)
- 2012
  -  Champion du Panama du contre-la-montre
  - Tour du Panama :
    - Classement général
    - 3e, 4e (contre-la-montre) et 5e étapes
- 2013
  - 3e du championnat du Panama du contre-la-montre

## Résultats sur les grands tours

### Tour d'Italie
2 participations 
- 2014 : abandon (7e étape)
- 2015 : abandon (2e étape)

## Classements mondiaux
| Année            | 2011 | 2012 | 2013 |
| ---------------- | ---- | ---- | ---- |
| UCI America Tour | 296e | 255e | 337e |